# Raine Maida

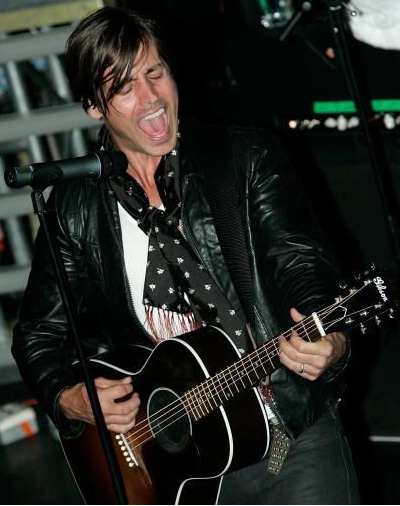
Maida em 2010

Raine Maida é um cantor e compositor canadense nascido em 18 de fevereiro de 1970, é o vocalista principal da banda canadense de post-grunge Our Lady Peace